# Nerax bardyllis
Nerax bardyllis là một loài ruồi trong họ Asilidae. Nerax bardyllis được Walker miêu tả năm 1849. Loài này phân bố ở vùng Tân nhiệt đới.